# Sebastian Svärd
Sebastian Svärd (Hvidovre, 15 januari 1983) is een voormalig Deens profvoetballer die als middenvelder speelde.
Svärd ging al op jonge leeftijd naar Arsenal FC maar brak daar nooit door. Hij werd veelvuldig verhuurd en ging in 2006 naar Borussia Mönchengladbach. Ook daar werd hij geen vaste basisspeler en toen hij zijn contract in januari 2010 had laten ontbinden, ging hij naar Roda JC. Eind 2011 werd zijn contract bij Roda ontbonden en daarna ging hij bij Silkeborg IF aan de slag. Daarna kwam hij uit voor Syrianska FC en Wycombe Wanderers in Engeland. In 2014 speelde hij in Thailand voor Songkhla United.
Hij speelde ook in verschillende Deense vertegenwoordigende jeugdelftallen.

## Erelijst
Brøndby IF
- SAS Ligaen

2005